# Satz von Eliashberg-Thurston
In der Mathematik ist der Satz von Eliashberg-Thurston ein Lehrsatz der Kontaktgeometrie über die Deformierbarkeit von Blätterungen in Kontaktstrukturen. Er wurde von Eliashberg und Thurston bewiesen.
Satz von Eliashberg-Thurston: Eine 2-mal differenzierbare straffe Blätterung einer 3-Mannigfaltigkeit kann stetig in eine straffe Kontaktstruktur deformiert werden.
Zusammen mit dem Satz von Gabai erhält man daraus den Satz von Gabai-Eliashberg-Thurston: Sei {\displaystyle M} eine geschlossene, orientierte, zusammenhängende, irreduzible 3-Mannigfaltigkeit mit {\displaystyle H_{2}(M;\mathbb {Z} )\not =0}, dann trägt {\displaystyle M} eine straffe Kontaktstruktur.